# 小林正 (脚本家)
小林 正（こばやし まさし、1901年 - 1946年）は、日本の脚本家である。

## 来歴・人物
1901年（明治34年）に生まれる。
のちの映画監督の山本嘉次郎とは慶應義塾普通部（現在の慶應義塾高等学校）時代の同級生で、山本にシリアル・フィルム『名金』やブルーバード映画等、最新のアメリカ映画の存在を教え、ともに享受した。
1923年（大正12年）9月1日の関東大震災後、京都に移り、日活大将軍撮影所の現代劇部門である第二部で、1924年（大正13年）、久米正雄の小説『冷火』を脚色して映画化、脚本家としてデビューする。1926年（大正15年）には旧友の山本嘉次郎らと共同で溝口健二監督の『海国男児』の脚本を執筆している。1927年（昭和2年）には東京に戻り、松竹蒲田撮影所で牛原虚彦、斎藤寅次郎のコメディに脚本を提供している。1928年（昭和3年）には、京都に戻り、太秦に移転した日活で内田吐夢とタッグを組み、『生ける人形』、『仇討選手』等を連打し、溝口とは『都会交響楽』等の脚本を提供している。
トーキー以降も脚本を執筆し、1940年（昭和15年）に斎藤寅次郎監督の『ハモニカ小僧』の脚本を執筆した後は、事実上の引退となった。
1946年（昭和21年）、病気により死去する。満44-45歳没（享年46）。

## フィルモグラフィ
特筆以外はすべて脚本である。
日活大将軍撮影所第二部
- 『冷火』 : 監督細山喜代松、1924年
- 『宝石とパン』 : 監督楠山律 / 若山治、1924年 - 原作
- 『雪辱の日』 : 監督阿部豊、共同脚本武田晃、1926年 - 原作
- 『海国男児』 : 監督溝口健二、共同脚本武田晃 / 山本嘉次郎、1926年
- 『珍発明俄成金』 : 監督楠山律、1926年 - 原作

松竹蒲田撮影所
- 『昭和時代』 : 監督牛原虚彦、共同原作・脚本・主演鈴木伝明、1927年 - 原作・脚本
- 『海浜の女王』 : 監督牛原虚彦、主演鈴木伝明、1927年
- 『悲恋剣闘』 : 監督斎藤寅次郎、1927年 - 翻案・脚本
- 『活動狂』 : 監督斎藤寅次郎、1928年 - 原作・脚本

日活太秦撮影所
- 『名のらぬの父』 : 監督木藤茂、1928年
- 『娑婆の風』 : 監督内田吐夢、1929年
- 『波浮の港』 : 監督木藤茂、原作川口松太郎、共同脚本如月敏、1929年
- 『生ける人形』 : 監督内田吐夢、原作片岡鉄兵、1929年
- 『まごころ』 : 監督東坊城恭長、脚本畑本秋一、1929年 - 原作
- 『大洋児出船の港』 : 監督内田吐夢、1929年 - 原作・脚本
- 『都会交響楽』 : 監督溝口健二、1929年
- 『汗』 : 監督内田吐夢、1929年 - 原作・脚本
- 『至誠の輝き』 : 監督徳永フランク、1930年
- 『藤原義江のふるさと』 : 監督溝口健二、原作森岩雄、脚色如月敏、1930年 - 演出台本
- 『天国其日帰り』 : 監督内田吐夢、1930年 - 原作・脚本
- 『手術綺談』 : 監督木村次郎、1930年
- 『新東京行進曲』 : 監督長倉祐孝、1930年 - 原作・脚本
- 『娘尖端エロ感時代 第一篇 私の命は指先よ』 : 監督木村次郎、共同原作・脚本高柳春雄、1930年 - 原作・脚本
- 『ジャンバルジャン 前後篇』 : 監督内田吐夢、原作ヴィクトル・ユーゴー、1931年
- 『ミスター・ニッポン 前後篇』 : 監督村田実、原作郡司次郎正、1931年
- 『日本嬢』（ミスニッポン） : 監督内田吐夢、原作郡司次郎正、1931年
- 『三面記事』 : 監督内田吐夢、1931年 - 原作・脚本
- 『仇討選手』 : 監督内田吐夢、1931年 - 原作・脚本
- 『笑っちゃイヤヨ』 : 監督長倉祐孝、1932年 - 原作・脚本
- 『爆弾三勇士』 : 監督木藤茂、1932年 - 原作・脚本
- 『血染の鉄筆』 : 監督三枝源次郎、1932年
- 『時の氏神』 : 監督溝口健二、原作菊池寛、1932年
- 『木曽路の鴉』 : 監督清瀬英次郎、原作子母沢寛、1932年
- 『海に散る花』 : 監督三枝源次郎、1932年 - 原作・脚本
- 『愛は何処までも』 : 監督内田吐夢、原作寺尾幸夫、1932年
- 『受難華』 : 監督山本嘉次郎、原作菊池寛、1932年
- 『恋すればこそ』 : 監督松本房雄、1933年 - 原作・脚本
- 『蒼穹の門』 : 監督山本嘉次郎、応援監督マキノ正博、原作牧逸馬、共同脚本毛利三郎、1933年
- 『真珠夫人』 : 監督畑本秋一、原作菊池寛、1933年
- 『恋知る頃』 : 監督倉田文人、1933年 - 原作・脚本

フリーランス
- 『お江戸紳士録』 : 監督物部晋（稲葉蛟児）、市川右太衛門プロダクション、1934年
- 『三色旗ビルディング』 : 監督木村荘十二、原作サトウ・ハチロウ、共同脚本永見柳二、P.C.L.映画製作所、1935年
- 『男のまごヽろ』 : 監督渡辺邦男、原作玉川映二、日活多摩川撮影所、1935年
- 『無鉄砲選手』 : 監督根岸東一郎、マキノトーキー、1935年 - 原作・脚本

松竹下加茂撮影所
- 『ひやめしお旦那』 : 監督近藤勝彦、1936年
- 『三ン下お旦那』 : 監督近藤勝彦、1936年 - 原作・脚本
- 『屑屋徳三郎』 : 監督近藤勝彦、1936年 - 原作・脚本
- 『文七元結』 : 監督井上金太郎、原作三遊亭圓朝、松竹太秦撮影所、1936年
- 『お化け花嫁』 : 監督古野英治、1936年 - 原作・脚本
- 『大当り八百屋先生』 : 監督中村敏郎、1936年 - 原作・脚本
- 『殿さまやくざ』 : 監督古野英治、1936年 - 原作・脚本
- 『お旦那変化』 : 監督近藤勝彦、1936年
- 『殺人千石船』 : 監督近藤勝彦、1936年
- 『二代目弥次喜多』 : 監督大曾根辰夫、共同原作・脚本藤井滋司、1937年 - 原作・脚本
- 『長者息子』 : 監督中村敏郎、1937年 - 原作・脚本
- 『新婚お伊勢詣り』 : 監督近藤勝彦、1937年 - 原作・脚本
- 『剣術繁昌記』 : 監督秋山耕作、共同脚本秋篠珊次郎、1937年
- 『実録小笠原騒動』 : 監督井上金太郎、共同原作・脚本秋篠珊次郎 / 藤井滋司、1937年 - 原作・脚本
- 『百噺丑満刻』 : 監督冬島泰三 / 大曾根辰夫 / 古野英治 / 岩田英二、1937年 - 原作・脚本
- 『鈴ヶ森』 : 監督井上金太郎、1937年 - 原作・脚本
- 『髭の五郎太』 : 監督近藤勝彦、1937年
- 『幽霊花聟』 : 監督中村敏郎、1937年
- 『幕府歩兵隊』 : 監督近藤勝彦、原作行友李風、1937年
- 『日本一の殿様』 : 監督・脚本萩原遼、東宝映画京都撮影所、1937年 - 原作
- 『突貫弥次喜多』 : 監督古野栄作、1938年

東宝映画京都撮影所
- 『日本一の岡っ引』 : 監督中川信夫、1938年
- 『花婿組合』 : 監督土肥正幹、1938年
- 『絵本五十三次』 : 監督下村健二、1938年
- 『水戸黄門漫遊記 日本晴れの巻』 : 監督斎藤寅次郎、共同脚本小国英雄、1938年

東宝映画東京撮影所
- 『浪人吹雪』 : 監督近藤勝彦、原作吉川英治、1939年
- 『エノケンの鞍馬天狗』 : 監督近藤勝彦、原作大仏次郎、1939年
- 『江戸っ子大繁盛』 : 監督古野栄作、原作館直志（渋谷天外）、松竹下加茂撮影所、1939年
- 『エノケンの森の石松』 : 監督中川信夫、原作和田五雄、1939年
- 『エノケンのざんぎり金太』 : 監督・原作山本嘉次郎、1940年
- 『ハモニカ小僧』 : 監督斎藤寅次郎、原作・共同脚本山名義郎、1940年

## 註
1. ↑  『カツドウヤ紳士録』、山本嘉次郎、大日本雄辯会講談社、1951年、p.33-38.
2. 1 2 3 4 5 6  小林正、日本映画データベース、2010年7月6日閲覧。
3. ↑  『映画五十年史』新版、鱒書房、1947年、p.261.